# Саравак (султанат)
Султанат Саравак — залежна від Брунею держава, що існувала протягом короткого часу на початку XVII століття на частині території сучасного Сараваку. Згідно з офіційною брунейською історіографією Султанат Саравак був утворений 1598 року та приєднаний до Брунею 1641 року після смерті свого першого й єдиного султана. Втім сучасні історики заперечують подальший вплив Брунею на територію та вказують на її залежність від сусіднього Султанату Самбасу.
Згідно з «Генеалогією султанів Брунею» (малай. Salasilah Raja-Raja Brunei) після смерті султана Мухаммада Хассана виник конфлікт між його синами. Старший син Абдул Джаліл Акбар переміг та став наступним султаном, але для заспокоєння свого брата Тенга Ібрагіма Алі Омара Шаха запропонував йому стати султаном залежної від Брунею території Сараваку. Раджа Тенга прийняв пропозицію та разом з 1000 солдатів та частиною двору заснував поселення поблизу гирла річки Саравак. У 1599 році султан Тенга вирушив з візитом до Пахангу. На зворотному шляху корабель султана потрапив у шторм, який відніс його до Сукадани на заході Борнео. Там султан одружився з сестрою місцевого султана Рату Сурією Кусумою (ісп. Ratu Surya Kusuma) та залишився жити. В них народився син Радін Сулейман. Надалі султан Тенга подорожував додому через узбережжя Самбасу, проповідував іслам, був прийнятий з почестями індуїстським королем Самбасу. Правитель Самбасу віддав за сина султана свою дочку.  Радін Сулейман став першим ісламським султаном Самбасу 1631 року. Після повернення до Сараваку 1641 року султана Тенга було вбито одним із супутників та поховано поблизу гори Сантубонг.
Натомість нідерландський історик Франсуа Валентайн повідомив, що 1609 року племена, що мешкали на території султанату повстали та перейшли з-під брунейського султана до джохорського (під яким, можливо, мався на увазі султан Самбасу). Таким чином, є ймовірним участь султана Тенга в захопленні території Сараваку в Брунею, і подальшої помсти брунейської влади. За деякими даними Бруней встановив контроль над Сараваком знову близько 1730 року, але втратив його на користь Самбасу не пізніше початку XIX століття.